# فلایت اکسپرس
فلایت اکسپرس (به انگلیسی: Flight Express, Inc.) یک شرکت هواپیمایی است.
دفتر مرکزی فلایت اکسپرس در اورلندو، فلوریدا، ایالات متحده آمریکا واقع شده‌است.